# Apol·lo sauròcton

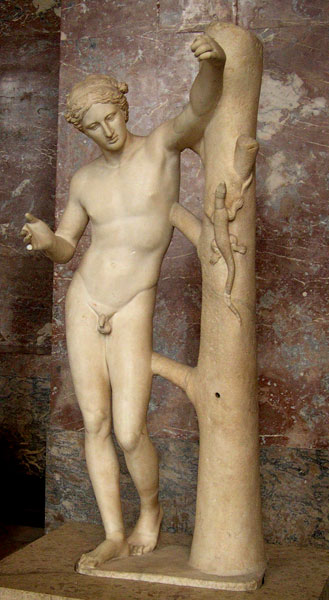
Copia de lApol·lo Sauròcton. Museu del Louvre, París

L'Apol·lo Sauròcton era una estàtua de bronze de grandària natural realitzada per Praxíteles al segle iv aC. És esmentada per Plini i representava Apol·lo en la seva adolescència a punt de ferir/matar per diversió un petit llangardaix que grimpava pel tronc d'un arbre.
Apareix representat en monedes de Nicòpolis. Hi ha diverses còpies d'aquest original perdut, entre les quals destaquen la dels Museus Vaticans i la del Museu del Louvre.

## Original
L'original de bronze d'aquesta escultura és atribuït per Plini (XXXIV, 69-70) a l'escultor atenès Praxíteles i se sol datar cap al 350-340 aC. Marc Valeri Marcial va escriure un epigrama sobre l'estàtua (14, 172): "Perdona el llangardaix, noi traïdor, que s'arrossega cap a tu; desitja morir per les teves mans". El Museu d'Art de Cleveland afirma posseir un bronze. original (o part original) d'aquesta obra. Actualment, el treball s'està analitzant per comprovar aquesta afirmació per part d'estudiosos i arqueòlegs. Grècia ha plantejat preguntes sobre la propietat i el títol.
La còpia que es troba al Museu del Louvre anteriorment estava a Itàlia, a Villa Borghese. És de marbre i l'any 1807 va passar a les col·leccions franceses.
L'any 2004 el Museu d'Art de Cleveland va comprar una estàtua de bronze del tipus de l'Apol·lo Sauròcton, que havia pertangut a una col·lecció particular alemanya. A la figura li falten l'arbre i la major part dels braços. Té separats del cos principal de l'estàtua un fragment d'una mà i el rèptil (amb escassa semblança al representat en les còpies romanes). Alguns estudiosos consideren que aquest bronze podria ser l'original de Praxíteles.

## Temàtica i trets d'estil
El tema de la representació d'un déu com Apol·lo en un entreteniment infantil dins d'un temple és sorprenent i estrany. Apol·lo, representat com un adolescent, es trobava en actitud relaxada i pensativa abans de ferir el petit llangardaix amb una fletxa que havia de tenir en una de les mans.
La postura d'Apol·lo conserva la característica corba praxiteliana (contrapposto) en el maluc, compensada amb el suport del pes sobre una de les cames i sobre l'arbre.
Aquesta figura podria representar Apol·lo en la seva condició de pastor. Segons la mitologia grega, Apol·lo va matar els Ciclops i per això va ser sentenciat a servir com a pastor del rei Admetos. També podria ser una paròdia del mite en el qual Apol·lo va matar la serp Pitó.
També cal assenyalar que entre els epítets d'Apol·lo es trobaven Alexikakos, Epidourios i Pean, és a dir, alliberador de la malaltia, auxiliador i sanador.
És possible que el propòsit d'aquesta estàtua, en la qual el llangardaix simbolitzaria la malaltia, fora representar aquests atributs d'Apol·lo.